# Latin American Poker Tour (5.ª temporada)
A quinta temporada do Latin American Poker Tour foi disputada em 2012. Ao todo foram 5 etapas nesta temporada em diversos destinos do América Latina.

## Ranking LAPT5
* Fonte: WebArchive (www.lapt.com) Ranking Final Latin American Poker Tour 5 - 2012
| Ranking Latin American Poker Tour 5 - 2012 | Ranking Latin American Poker Tour 5 - 2012 | Ranking Latin American Poker Tour 5 - 2012 |
| Pos.                                       | Nome                                       | Pontos                                     |
| ------------------------------------------ | ------------------------------------------ | ------------------------------------------ |
| 1º                                         | Daniel David Ospina Villegas               | 1.840                                      |
| 2º                                         | Ángel Guillén                              | 1.785                                      |
| 3º                                         | Christian Alejandro Sare                   | 1.600                                      |
| 4º                                         | Rafael Rodriguez                           | 1.570                                      |
| 5º                                         | Guillermo Pardo                            | 1.550                                      |
| 6º                                         | Thiago Nishijima                           | 1.375                                      |
| 7º                                         | Leo Fernandez                              | 1.300                                      |
| 8º                                         | Miguel Alvarez de Lugo Drayer              | 1.240                                      |
| 9º                                         | Osvaldo Silvio Resquin                     | 1.225                                      |
| 10º                                        | Victor Isaac Levy                          | 1.150                                      |

## Programação

### LAPTViña del Mar
- LAPT CHILE NATIONAL POKER CHAMPIONSHIP
- Casino: Enjoy Viña del Mar Casino & Resort
- Buy-in: $1,100
- Duração: 21 de março de 2012 (quarta-feira) à 25 de março de 2012 (domingo)
- Número de buy-ins:  671
- Premiação total: $651.840
- Número de premiados: 104
- Mão vencedora: J♣ 7♣
- Resultado Oficial: The Hendom Mob

| Mesa final | Mesa final        | Mesa final          |
| Pos.       | Nome              | Prêmio/(*Acordo)    |
| ---------- | ----------------- | ------------------- |
| 1º         | Alirio Diaz       | $129,470 (*$76,560) |
| 2º         | Leonardo Olivares | $84,090 (*$66,000)  |
| 3º         | João Lopes        | $58,010 (*$58,000)  |
| 4º         | Felipe Velasquez  | $43,540 (*$74,000)  |
| 5º         | Javier Venegas    | $32,460 (*$50,000)  |
| 6º         | Sergio Escobar    | $23,990 (*$47,000)  |
| 7º         | Halysson Sala     | $17,470             |
| 8º         | Nicolas Batt      | $13,040             |

- Acordo feito entre 6 finalistas.

### LAPTPunta del Este
- Casino: Mantra Resort SPA Casino
- Buy-in: $2,500
- Previsão: 23 de maio de 2012 (quarta-feira) à 27 de maio de 2012 (domingo)
- Número de buy-ins:  375
- Premiação total: $836,200
- Número de premiados: 56
- Mão vencedora: A♣ K♥
- Resultado Oficial: The Hendom Mob

| Mesa final | Mesa final               | Mesa final |
| Pos.       | Nome                     | Prêmio     |
| ---------- | ------------------------ | ---------- |
| 1º         | Marcelo Ramos da Fonseca | $144,240   |
| 2º         | Angel Guillen            | $126,240   |
| 3º         | Francisco Baruffi Neto   | $116,240   |
| 4º         | Pablo Joaquin Melogno    | $60,420    |
| 5º         | Ivan Luca                | $46,000    |
| 6º         | Osvaldo Silvio Resquin   | $35,970    |
| 7º         | Vladimir Dobrovolskiy    | $26,770    |
| 8º         | Guido Ruffini            | $20,080    |
| 9º         | Carlos Leoncio Mironiuk  | $15,390    |

### LAPTColombia
- LAPT COLOMBIA NATIONAL POKER CHAMPIONSHIP
- Casino: Casino Allegre - Centro Comercial Premium Plaza
- Buy-in: COP$ 4.200.000 (~$2,350)
- Data: 7 de Agosto de 2012 (terça-feira) à 12 de Agosto de 2012 (domingo)
- Número de buy-ins:  337
- Premiação total: COL$1.248.720 (~$699.609)
- Número de premiados: 48
- Mão vencedora: Q♣ Q♦
- Resultado Oficial: The Hendom Mob

| Mesa final | Mesa final         | Mesa final                  |
| Pos.       | Nome               | Prêmio                      |
| ---------- | ------------------ | --------------------------- |
| 1º         | Robbie Renehan     | COL$264.700.000 (~$148,040) |
| 2º         | Jayr Fregona       | COL$200.000.000 (~$111,855) |
| 3º         | Raul Perez         | COL$122.350.000 (~$68,430)  |
| 4º         | Weider Vanegas     | COL$91.160.000 (~$50,985)   |
| 5º         | Cristian Velasquez | COL$69.930.000 (~$39,110)   |
| 6º         | Hernan Villa       | COL$54.940.000 (~$30,730)   |
| 7º         | Ruben Ospina       | COL$41.210.000 (~$23,050)   |
| 8º         | Felipe Perez       | COL$31.220.000 (~$17,460)   |

### LAPTPanama
- Casino: Veneto Casino
- Buy-in: $2,500
- Data: 26 de Setembro de 2012 (quarta-feira) à 30 de Setembro de 2012 (domingo)
- Número de buy-ins:  338
- Premiação total: $754,080
- Número de premiados: 48
- Mão vencedora: T♣ T♦
- Resultado Oficial: The Hendom Mob

| Mesa final | Mesa final            | Mesa final |
| Pos.       | Nome                  | Prêmio     |
| ---------- | --------------------- | ---------- |
| 1º         | Leo Fernandez         | $171,930   |
| 2º         | Patrick Mahoney       | $108,700   |
| 3º         | Marco Antonio Pedroso | $73,900    |
| 4º         | Walid Mubarak         | $55,050    |
| 5º         | Johnny Sandoval       | $42,230    |
| 6º         | Isaac Malca           | $33,180    |
| 7º         | Sam Razavi            | $24,880    |
| 8º         | Diego Sanchez         | $18,850    |

### LAPTPeruGRAND FINAL
- Casino: Atlantic City Casino
- Buy-in: $2,500
- Data: 14 de Novembro de 2012 (quarta-feira) à 18 de Novembro de 2012 (domingo)
- Número de buy-ins: 376
- Premiação total:$838,860
- Número de premiados: 56
- Mão vencedora: K♦ 9♣
- Resultado Oficial: The Hendom Mob

| Mesa final | Mesa final           | Mesa final |
| Pos.       | Nome                 | Prêmio     |
| ---------- | -------------------- | ---------- |
| 1º         | Jordan Scott         | $168,210   |
| 2º         | Maxence Debar        | $138,210   |
| 3º         | Oscar Barriga        | $81,370    |
| 4º         | Jorge González       | $60,400    |
| 5º         | Brent Sheirbon       | $46,140    |
| 6º         | Jose Ignacio Barbero | $36,070    |
| 7º         | Aramis Salvadori     | $26,840    |
| 8º         | Roberto Vahlis       | $20,130    |